# Castilfrío
Castilfrío es un despoblado español del municipio de Valdeavellano de Tera, perteneciente a la provincia de Soria, en la comunidad autónoma de Castilla y León.

## Historia
Hacia mediados del siglo XIX, el lugar, ya por entonces perteneciente a Valdeavellano de Tera, tenía seis casas y una ermita. Aparece descrito en el sexto volumen del Diccionario geográfico-estadístico-histórico de España y sus posesiones de Ultramar de Pascual Madoz con las siguientes palabras:

CASTILFRIO: barrio de Valdeabellano de Tera en la prov. y part. jud. de Soria, aud. terr. y c. g. de Burgos, dióc. de Osma: sit. á 2,000 pasos de la pobl., tiene 6 casas y una mala ermita (San Pedro).
(Madoz, 1847, p. 171)